# 1995年國家領導人列表
下表列出1995年各国的国家元首、政府首脑和最高领导人，包括作为社会主义国家中党和国家最高领导人的执政党领袖。

## 非洲
- 南非

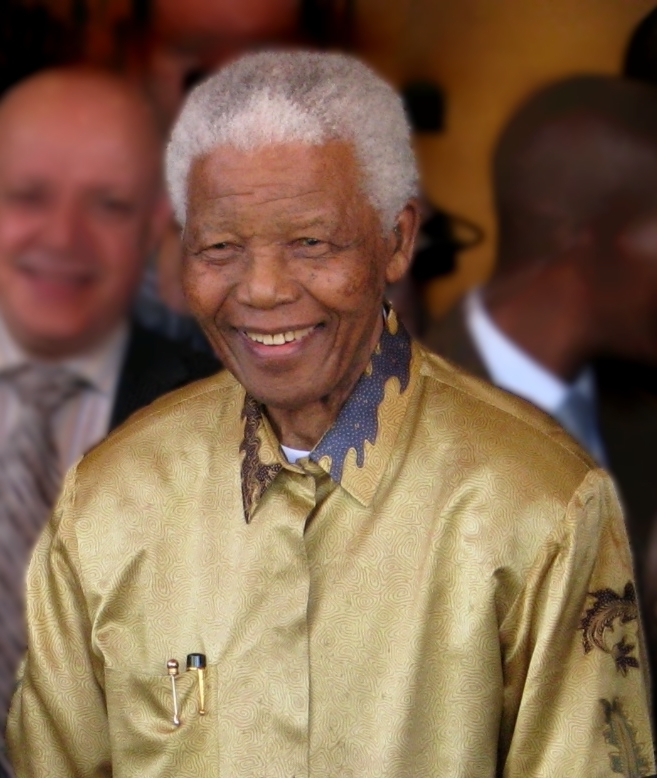
南非總統纳尔逊·曼德拉

  - 總統：纳尔逊·曼德拉（1994年－1999年）
- 扎伊爾
  - 總統：蒙博托·塞塞·塞科（1965年－1997年）

## 亞洲
- 马来西亚

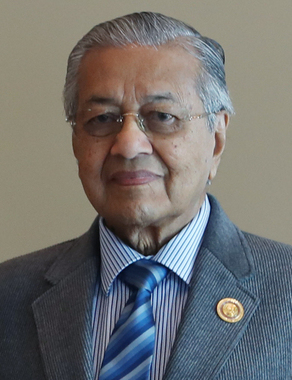
马来西亚首相马哈迪·莫哈末

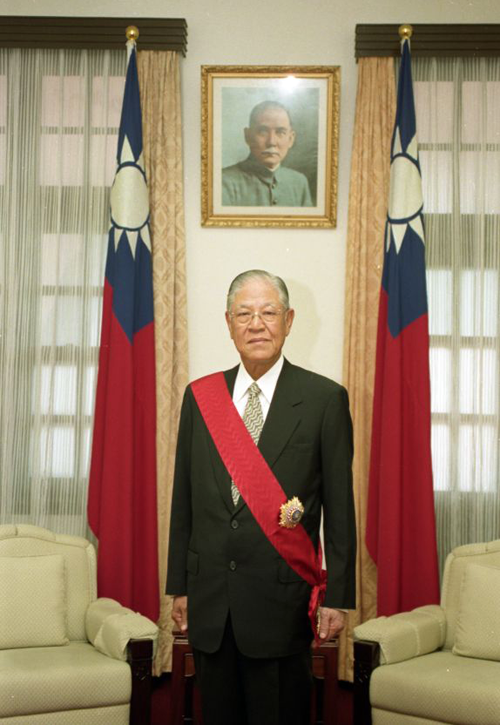
中華民國總統李登輝

  - 首相：马哈迪·莫哈末（Tun Dr. Mahathir bin Mohamad）（1981年－2003年）
- 孟加拉
  - 總理：卡莉達·齊亞（1991年－1996年）
- 柬埔寨
  - 國王：西哈努克亲王（1993年－2004年）
  - 第一首相：拉那烈親王（1993年－1997年）
  - 第二首相：洪森（1993年-1998年）
- 中華人民共和國
  - 中共中央總書記：江澤民（1989年－2002年）
  - 國家主席：江澤民（1993年－2003年）
  - 國務院總理：李鵬（1987年－1998年）
- 中華民國
  - 總統：李登輝（1988年－2000年）
  - 行政院長：連戰（1993年－1997年）
- 印尼
  - 總統：蘇哈托（1967年－1998年）
- 日本
  - 天皇：明仁天皇（1989年－2019年）
  - 內閣總理大臣：村山富市（1994年－1996年）
- 朝鮮民主主義人民共和國
  - 朝鮮勞動黨總書記：空缺（金日成，至1994年；金正日，自1997年）
    - 國防委員會委員長：金正日（憲法：1994年－今，實際：1994年－2011年）
- 大韓民國
  - 總統：金泳三（1993年－1998年）
  - 國務總理：
    1. 李洪九（1994年－1995年）
    2. 李壽成（1995年－1997年）
- 緬甸
  - 國家和平與發展委員會主席：丹瑞（1992年－2011年）
  - 總理：丹瑞（1992年－2003年）
- 新加坡
  - 總統：王鼎昌（1993年－1999年）
  - 總理：吳作棟（1990年－2004年）
- 烏茲別克
  - 總統：伊斯蘭·卡里莫夫（1991年－2016年）
  - 總理：烏特庫爾·蘇丹諾夫（1995年－2003年）
- 越南
  - 越共中央總書記：杜梅（1991年－1997年）
  - 國家主席：黎德英（1992年－1997年）
  - 政府總理：武文傑（1991年－1997年）

## 大洋洲

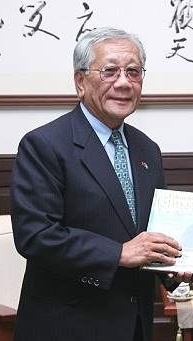
帛琉總統中村國雄

- 帛琉
  - 總統：中村國雄（1993年－2001年）

## 歐洲
- 俄羅斯
  - 總統：葉利欽（1991年－1999年）
- 西班牙

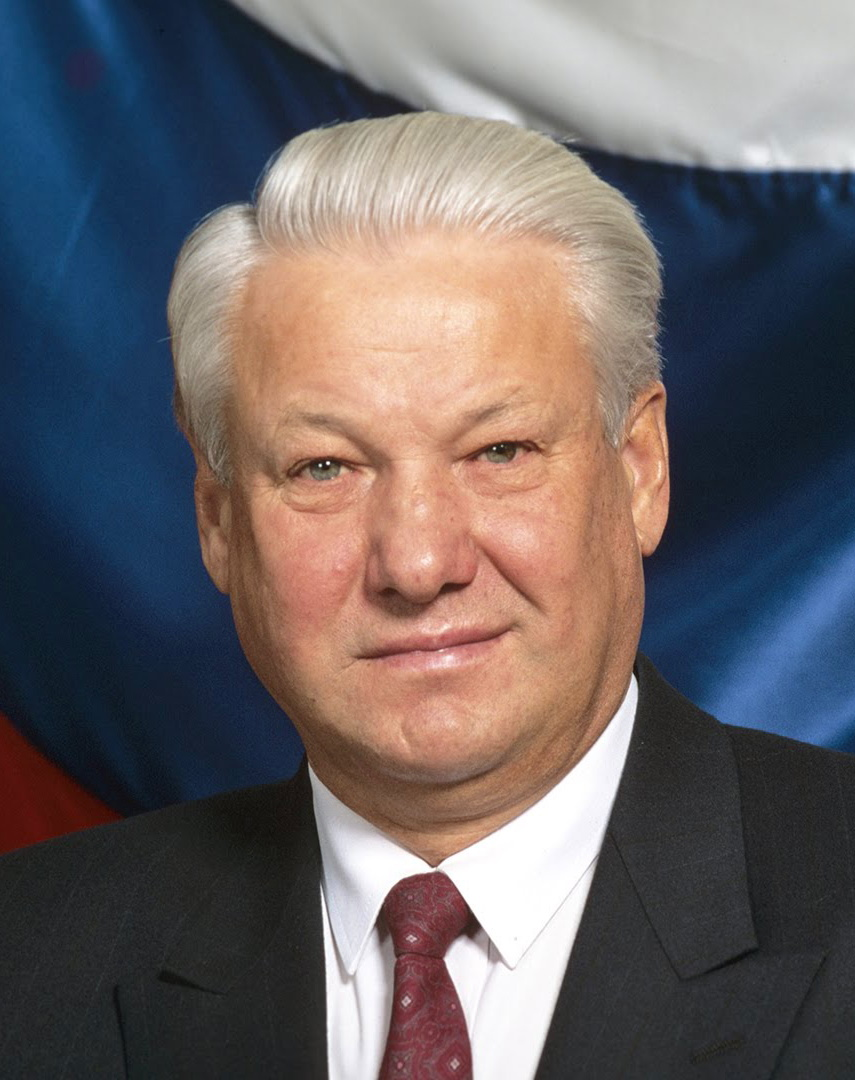
第1任俄羅斯總統葉爾欽

  - 國王：胡安·卡洛斯一世（1975年－2014年）
- 英國
  - 君主：伊利沙伯二世（1952年－）
  - 首相：馬卓安（1990年－1997年）
- 梵蒂岡
  - 教宗：若望·保祿二世（1978年－2005年）
  - 國務卿：索達諾樞機（1990年－？）

## 中東
- 伊朗
  - 最高領導人：阿里·哈梅內伊（1989年－）
- 伊拉克
  - 總統：萨达姆·侯赛因（1979年－2003年）
- 以色列
  - 總統：艾澤爾·魏茨曼（1993年－2000年）
  - 總理：
    1. 伊扎克·拉宾（1992年－1995年）
    2. 希蒙·佩雷斯（1995年－1996年）
- 沙地阿拉伯
  - 國王：法赫德（1982年－2005年）
  - 首相：法赫德（1982年－2005年）

## 北美
- 加拿大
  - 君主：伊利沙伯二世（1952年－）
  - 總督：

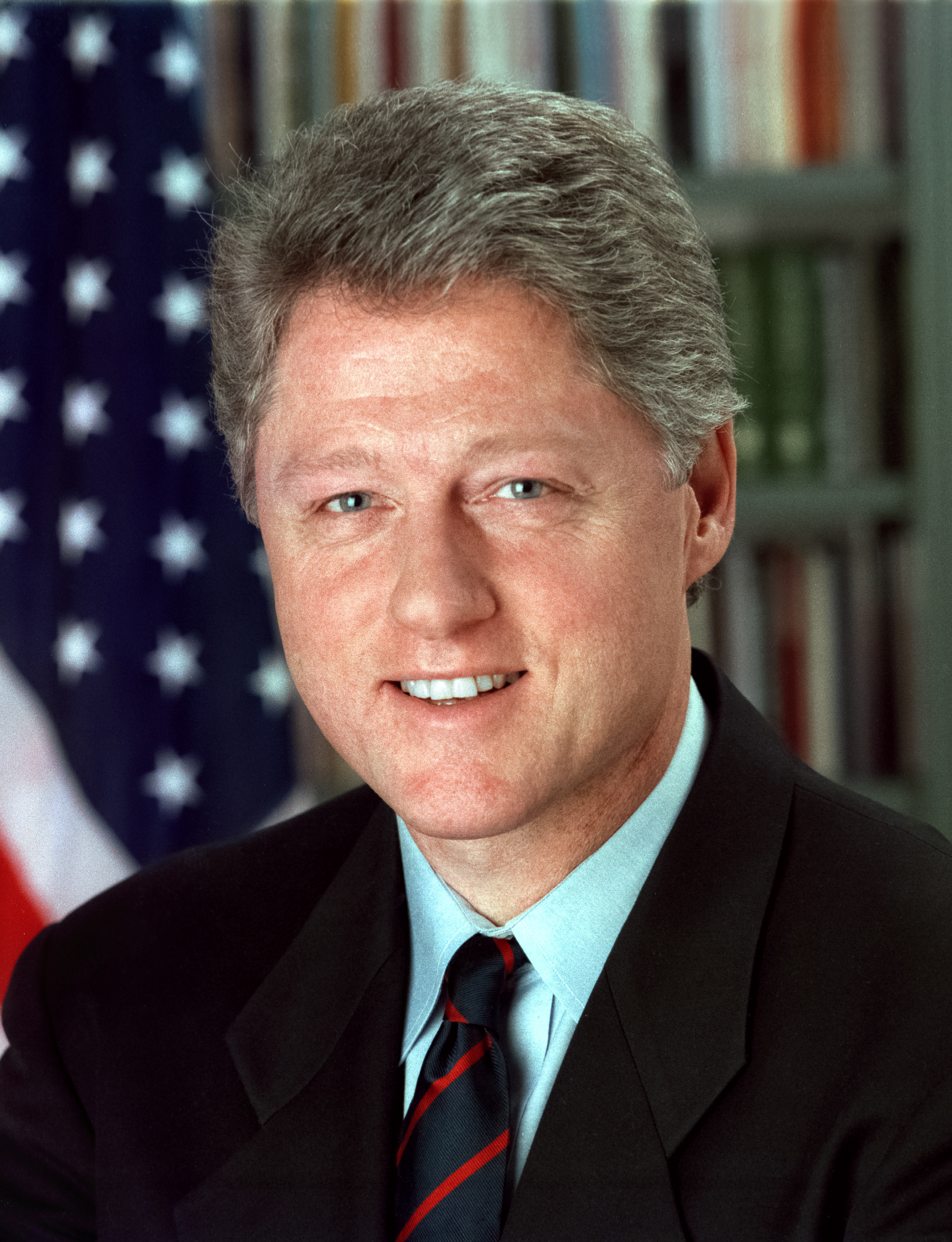
第42任美國總統柯林頓

    1. 雷蒙·约翰·纳蒂欣（1990年－1995年）
    2. 罗密欧·勒布朗（1995年－1999年）

  - 總理：让·克雷蒂安（1993年－2003年）
- 古巴
  - 古共中央第一書記：菲德尔·卡斯特罗（1965年－2011年）
  - 國務委員會主席：菲德尔·卡斯特罗（1976年－2008年）
  - 部長會議主席：菲德尔·卡斯特罗（1976年－2008年）
- 美國
  - 總統：比尔·克林顿（1993年－2001年）

## 南美
- 秘魯
  - 總統：藤森謙也（1990年－2000年）